# Чхунмок (ван Корьо)
Чхунмок (кор. 충목, 忠穆, Chungmok, Ch'ungmok); ім'я при народженні Ван Хун (кор. 왕흔, 王昕, Wang Heun, Wang Hŭn; 15 травня 1337 — 25 грудня 1348) — корейський правитель, двадцять дев'ятий володар Корьо.
Був старшим сином і спадкоємцем вана Чхунгє. Зійшов на трон після смерті батька 1344 в 6-річному віці.
Після сходження на престол малолітній монарх отримав авдієнцію в імператора Юань Тоґон-Темура. Імператор запитав Чхунмока, чиїм шляхом той прагне йти: батьковим чи материним. Хлопчик обрав стиль життя матері. Зважаючи, що його батько вів розпусне життя, імператор схвалив вибір малолітнього вана й надав йому свою підтримку. Проте менше, ніж за п'ять років Чхунмок помер, а трон зайняв його молодший брат Чхунджон.